# Шаргунов, Сергей Александрович
Серге́й Алекса́ндрович Шаргуно́в (род. 12 мая 1980, Москва) — российский писатель, журналист, общественный деятель. Председатель Ассоциации союзов писателей и издателей России. Радио- и телеведущий программ «Открытая книга» на канале «Россия Культура» и «Двенадцать» на канале «Россия 24». Депутат Государственной думы Федерального собрания Российской Федерации VII и VIII созыва (избран в составе федерального списка кандидатов, выдвинутого Коммунистической партией Российской Федерации), первый заместитель председателя Комитета по культуре.
Лауреат премии Правительства Российской Федерации в области культуры (2019), национальной премии «Большая книга», независимой премии «Дебют» в номинации «Крупная проза», государственной премии Москвы в области литературы и искусства, итальянских премий «Arcobaleno» и «Москва-Пенне», Горьковской литературной премии, дважды финалист премии «Национальный бестселлер», обладатель специального диплома «За верность литературе» Всероссийского онлайн-фестиваля поэзии CMZ-FEST. С февраля 2018 года является заместителем председателя Союза писателей России. С августа 2019 года входит в состав Совета при Президенте Российской Федерации по русскому языку.
Член Общества русской словесности и Патриаршего совета по культуре.
С 4 мая 2019 года — главный редактор журнала «Юность».
Из-за вторжения России на Украину находится под международными санкциями Евросоюза, США, Великобритании и ряда других стран.

## Биография

### Происхождение
Родился 12 мая 1980 года в Москве.
Отец — Александр Шаргунов (род. 1940), священник, преподаватель Московской духовной академии, с отличием окончил Московский институт иностранных языков, знает пять языков, был поэтом и поэтом-переводчиком. Его отец — Иван Шаргунов, погиб на фронте под Ленинградом. Его мать — Анна Рычкова, крестьянка.
Мать, Анна Шаргунова, родилась в Москве, в писательском доме (Лаврушинский переулок, дом № 17). Литератор, художник, отреставрированные ею иконы есть в московских храмах. Её отец — писатель Борис Левин, в 1940 году погиб на советско-финляндской войне, её мать — писательница Валерия Герасимова, первая жена Александра Фадеева, племянница русского арктического исследователя Владимира Русанова и двоюродная сестра кинорежиссёра Сергея Герасимова.

Сергей Шаргунов с отцом Александром Шаргуновым

### Образование
Учился в английской спецшколе, затем в православной гимназии, затем в обычной школе, которую и окончил.
В 1997 году Шаргунов поступил на факультет журналистики Московского государственного университета имени М. В. Ломоносова (международное отделение, телевизионная группа).
С 19 лет начал печататься в журнале «Новый мир», в котором выходила не только его проза, но и критические статьи. С тех пор печатался во многих «толстых» литературных журналах.
В 21 год стал лауреатом премии «Дебют» за повесть «Малыш наказан». Свои премиальные Шаргунов перечислил на адвокатов писателя и политика Эдуарда Лимонова, в то время сидевшего в тюрьме.
В 2002 году окончил МГУ имени М. В. Ломоносова (2002) по специальности «журналист-международник».

### Журналистика

Встреча с читателями, 20 мая 2017

С 2002 по 2003 год работал в «Новой газете» спецкором в отделе расследований у Юрия Щекочихина. С 2003 по 2007 — обозреватель «Независимой газеты», где вёл литературный проект «Свежая кровь», на страницах которого дебютировали и печатались многие молодые писатели. Публиковался также в газете «Завтра» (вёл колонку «Шаргуновости») и в «Русском журнале». С 2008 года очерки и статьи публикуются в «Московском комсомольце», «Известиях», журналах «Огонёк», «Медведь», «Эксперт» и «Русский репортёр».
В 2012—2016 годы — главный редактор сайта «Свободная пресса», шеф-редактором стал Захар Прилепин.Сайт позиционировался как площадка для дискуссий и обмена мнениями.
С 2013 года по июнь 2015 года являлся колумнистом радиостанции «Коммерсантъ FM», с лета 2014 по январь 2016 года был ведущим на радиостанции «Эхо Москвы».
С сентября 2015 по июнь 2016 года — работал ведущим общественно-политического ток-шоу «Процесс» на телеканале «Звезда».
С 30 ноября 2016 года — колумнист РИА Новости.
Как военный корреспондент находился в зоне боевых действий в Южной Осетии в 2008 году, в Сирии в 2016 и многократно в Донбассе.
С 7 сентября 2018 года — ведущий еженедельной авторской программы «Двенадцать» на канале «Россия-24».
С 4 февраля 2019 года — ведущий литературной программы «Открытая книга» на телеканале «Культура».
С мая 2019 года по июль 2019 года совместно с Алисой Ганиевой на «Эхе Москвы» вёл программу «Страсти».

### Политика
Одновременно с учёбой в университете Шаргунов был помощником депутата Государственной думы РФ от КПРФ Татьяны Астраханкиной, под руководством которой в Госдуме в 1998—1999 годах работала комиссия по расследованию событий 21 сентября — 4 октября 1993 года. В ней работал и Шаргунов. Позднее он стал помощником журналиста, депутата от партии Яблоко Юрия Щекочихина, с которым работал в отделе расследований «Новой газеты».
В 2004 году вместе с товарищами-литераторами Шаргунов создал движение «Ура!», оно устраивало литературные вечера и уличные акции и сотрудничало с партией «Родина» Дмитрия Рогозина. Также Шаргунов сотрудничал с лидером «Союза молодёжи „За Родину!“» Олегом Бондаренко и в 2005 году сменил того на руководящем посту движения. В этом качестве Шаргунов в 2005 и 2006 годах несколько раз упоминался в СМИ. Был членом партии «Родина».
В 2007 году произошло объединение «Родины», Российской партии пенсионеров и Российской партии жизни в новую структуру — партию «Справедливая Россия». Её руководителем стал спикер Совета Федерации РФ Сергей Миронов. После объединения Шаргунов остался в рядах партии, фигурировал в СМИ и на партийном сайте в качестве члена центрального совета «Справедливой России» и руководителя молодёжного движения «Ура!».
23 сентября 2007 года, когда съезд «Справедливой России» утверждал списки своих кандидатов для участия в выборах в Госдуму пятого созыва, стало известно, что руководство партии включило Шаргунова в федеральный список под третьим номером. Шаргунов был утверждён съездом в федеральном списке кандидатов. В октябре 2007 года Шаргунов сообщил через свой блог, что на него «оказывается чудовищное давление». По информации «Коммерсанта», руководители «Справедливой России» обратились к Шаргунову с просьбой покинуть список добровольно, однако он отказался это сделать. 19 октября 2007 года секретарь президиума «Справедливой России» Александр Бабаков сообщил, что Шаргунов исключён из федерального списка партии. «Шаргунов не справился с ответственностью, возложенной на него партией», — отметил Бабаков. Позднее Шаргунов описал эти события в главе «Приключения черни» своего романа «Книга без фотографий».
25 июня 2016 года на съезде КПРФ к выборам в Госдуму VII созыва был выдвинут кандидатом по Коркинскому одномандатому округу в Челябинской области и лидером партийного списка в Алтайском крае, хотя остался беспартийным. 18 сентября 2016 года победил на выборах по партийному списку. С 5 октября 2016 года — депутат Государственной думы Федерального собрания Российской Федерации VII созыва. Своими приоритетами на будущей должности называл борьбу с уничтожением образования, закрытием школ, медицинских учреждений, с необоснованным изъятием детей из семей, поддержку соотечественников.
В прессе начал кампанию в защиту матери-одиночки Ирины Байковой из Алтайского края, у которой органы опеки отобрали трёх дочерей. После долгих разбирательств Алтайский краевой суд признал, что детей у Байковой забрали незаконно.
Выступил (в том числе и с трибуны Госдумы) в защиту сотрудницы детского сада Евгении Чудновец, осуждённой на пять месяцев пребывания в колонии за репост возмутившего её видеоролика, где было запечатлено издевательство над ребёнком. В итоге женщина была освобождена.
Шаргунов голосовал против (один из двух депутатов) внесения поправок в статью 116 УК РФ («декриминализация домашнего насилия»). Один из немногих, кто голосовал против первой редакции закона о реновации (сноса пятиэтажек) в Москве, после чего его квартиру подожгли.
Первый законопроект Шаргунова в Думе «О компенсации причиненного вреда и мерах социальной реабилитации граждан, пострадавших в ходе гражданского конфликта, происходившего с 21 сентября по 5 октября 1993 года в городе Москве».
По запросу Шаргунова в Генпрокуратуру донбасский повстанец Николай Трегуб (приговорённый к выдворению на Украину, где ему грозило преследование) получил убежище в России.
7 июня 2018 года во время «прямой линии» президента Сергей Шаргунов обратился к нему с вопросом о неадекватности «антиэкстремистского законодательства», приводящего, в частности, к тюремному заключению за репосты в соцсетях. «Иногда такое ощущение, — сказал Шаргунов, — что если буквально воспринимать 282-ю статью Уголовного кодекса, то некоторым ревнителям надо бы посмертно осудить Пушкина, Толстого, Достоевского, Маяковского, а их сочинения изъять… Нет ли смысла как-то приостановить тех, кто на полной скорости решил закатывать чужие мнения?» В результате президент, согласившись с правомерностью вопроса, поручил разобраться с этим законом и внёс предложение о частичной декриминализации 282-й статьи. Предложение было поддержано Государственной Думой.
26 сентября 2019 года Шаргунов внес в Госдуму законопроект, предусматривающий смягчение наказания за нарушения, допущенные гражданами в ходе массовых акций. Текст опубликован в электронной базе нижней палаты парламента.
С 19 сентября 2021 года — депутат Государственной думы Федерального собрания Российской Федерации VIII созыва.
19 июня 2023 года официально обратился к губернатору Санкт-Петербурга Александру Беглову и руководителю ФСИН Аркадию Гостеву с просьбой восстановить мемориальную доску с портретом поэтессы Анны Ахматовой и строками из её поэмы «Реквием», демонтированную со здания СИЗО «Кресты».
4 июля 2023 года в связи с нападением на журналистку Елену Милашину и адвоката Александра Немова в Чечне Сергей Шаргунов обратился к генеральному прокурору РФ Игорю Краснову с просьбой принять необходимые меры прокурорского реагирования и к главе Следственного комитета Александру Бастрыкину с запросом о возбуждении уголовного дела и задержании преступников.
20 июля 2023 года стал единственным депутатом, проголосовавшим против закона о психиатрической помощи, который упраздняет необходимость создания отдельных и независимых служб защиты прав пациентов психоневрологических интернатов.

### Творческие проекты и сотрудничество
В 2014 году Шаргунов выступил организатором международной открытой литературной премии «Куликово поле» памяти поэта Вадима Негатурова, погибшего в Доме профсоюзов в Одессе 2 мая 2014 года. Целью награды были заявлены поддержка и развитие патриотической поэзии, журналистики, прозы и укрепление связей между славянскими народами. В феврале 2018 года, на XV Съезде Союза писателей России, Шаргунов был выдвинут кандидатом на должность председателя правления СП РФ. В голосовании проиграл единственному сопернику Николаю Иванову, получив за — 28 голосов (19 %), против — 126. Стал одним из 22-х сопредседателей правления Союза писателей России.
В 2016, 2017, 2019 и 2020 годах возглавил жюри международного конкурса имени Сергея Михалкова на лучшее художественное произведение для детей и подростков.
В 2019 году стал председателем Общероссийской литературной премии «Дальний восток» им. В. К. Арсеньева. В состав жюри вошли 11 человек, среди которых деятели культуры, писатели и издатели из европейской и тихоокеанской части России. Задача премии — обнаружение и поддержка талантливых авторов, пишущих о Дальнем Востоке.
В 2019 году вошел в состав жюри Шукшинской литературной премии.
В 2019 году возглавил экспертный совет премии имени Фёдора Абрамова «Чистая книга».
В 2020 году стал председателем жюри литературной премии «Лицей» имени А. С. Пушкина.
С 2020 года возглавляет учреждённую журналом «Юность» премию имени Валентина Катаева за лучший рассказ, созданную для сохранения традиций малой прозы.
Является членом Фонда развития русско-французских исторических инициатив.
В 2024 году вошёл в жюри конкурса «Дорога в Арктику».
В 2024 вновь возглавил экспертный совет премии имени Фёдора Абрамова «Чистая книга».
В 2024 году вошёл в жюри международного конкурса публицистов имени Юрия Щекочихина.
В 2024 возглавил жюри фестиваля «Литература и кино».

## Законотворческая деятельность
С 2016 по 2019 годы, в течение исполнения полномочий депутата Государственной Думы VII созыва, выступил соавтором 43 законодательных инициатив и поправок к проектам федеральных законов.
В 2022 году принят внесённый Шаргуновым закон о государственной поддержке книжных магазинов, которые специализируются на детской, юношеской, образовательной и просветительской литературе.
В 2023 году Сергей Шаргунов внёс поправки в закон «О воинской обязанности и военной службе», согласно которым решение призывной комиссии в случае обжалования гражданином должно быть приостановлено на время суда.

## Взгляды

Сергей Шаргунов

Шаргунов негативно оценивает период реформ 1990-х годов в России. Обвиняет сформировавшуюся в конце 1980-х — начале 1990-х годов элиту и страны Запада в русофобии, параллельно призывая отказаться от истеричного антисоветизма. Свои воззрения называет народническими.
В 2005 году, отвечая на вопрос информагентства «Росбалт», Шаргунов выразил надежду, что в России ещё будет революция. В качестве её вероятного лидера назвал Дмитрия Рогозина, которого сравнивал с тогдашним президентом Украины Виктором Ющенко, оказавшимся у власти в результате «оранжевой революции». Отмечая, что в России нет такого политика, как Юлия Тимошенко, раскрутившей тогда «оранжевую революцию», Шаргунов сказал: «Поэтому, по всей видимости, её место должен занять какой-нибудь русский Гаврош, на роль которого вполне готов претендовать и я».
Шаргунов являлся участником протестных акций против фальсификаций на выборах в Госдуму 2011 года, на одном из митингов оппозиции закончил своё выступление обличительным лозунгом: «Серая тля, вон из Кремля!». Критиковал деятельность Государственной думы шестого созыва и принимаемые ею законопроекты.
Принимал участие в сборе средств фигурантам дела 6 мая. 21 ноября 2013 года на российском Литературном Собрании обратил внимание президента на судьбы ряда арестованных по этому делу и судебный процесс над гражданским активистом Даниилом Константиновым. Через год, 16 октября 2014 года, Константинов был признан виновным в хулиганстве, приговорён к 3 годам колонии, но амнистирован в честь юбилея Конституции РФ.
В июне-июле 2012 года Шаргунов осуждал поступок панк-группы Pussy Riot и называл «свинством», но выступал против тюремного наказания участниц как неадекватной меры. В ответ на это член возглавляемого отцом Сергея Александром Шаргуновым комитета «За нравственное возрождение Отечества» протоиерей Владимир Переслегин опубликовал открытое письмо Сергею Шаргунову, обвинив того в «атеизме» и заявив, что, вступившись за Pussy Riot, тот стал его «личным врагом». При этом отмечалось, что письмо было написано «по благословению» Александра Шаргунова. Поясняя свою позицию, С. Шаргунов назвал священника Переслегина горячим и искренним человеком и вновь уточнил, что резко осуждает действия «панк-группы», но, по завету Пушкина, «милость к падшим призывает». Касаясь собственного отношения к православной вере, Шаргунов сказал, что ходит в церковь, но не относится к тем, кто «позирует перед иконой».
Шаргунов изменил своё отношение к государству и Владимиру Путину после аннексии Крыма к РФ и соответствующего референдума, в дальнейшем поддержал внешнюю политику РФ (например операцию в Сирии). Вместе с тем критиковал правительство Дмитрия Медведева по экономическим, социальным и образовательным вопросам.
Шаргунов негативно оценивал Евромайдан и начавшийся процесс декоммунизации, а также признание РФ нового правительства и президента. Выступал в поддержку возникших на востоке Украины самопровозглашённых республик ДНР и ЛНР. В апреле 2015 года принимал участие в прямой линии с Владимиром Путиным, где задал вопрос о проживающих на Украине «миллионах русских людей, которые оказались под ударом, в заложниках государственной политики».
22 сентября 2023 года в интервью газете «Труд» сказал: «Как ни тяжело это сегодня представить, очень надеюсь, что Россия всё же будет двигаться в сторону смягчения нравов. Человечность — вот чего катастрофически не хватает! Мне бы хотелось, чтобы Россия была развитым демократическим государством с равенством всех граждан перед Законом. В той же Думе я всегда последовательно отстаивал права граждан, вне зависимости от их взглядов, и многое, несмотря на противодействие, удавалось: имею в виду помощь даже не сотням, а тысячам (в том числе через запросы). И, конечно, я никогда не поддерживал ни один закон, направленный против прав людей».

## Санкции
23 февраля 2022 года, на фоне вторжения России на Украину, включён в санкционный список Евросоюза, так как «поддерживал и проводил действия и политику, которые подрывают территориальную целостность, суверенитет и независимость Украины, которые ещё больше дестабилизируют Украину».
24 февраля 2022 года включён в санкционный список Канады «близких соратников режима» за голосование о признании независимости «так называемых республик в Донецке и Луганске».
24 марта 2022 года включён в санкционный список США за «соучастие в войне Путина» и «поддержку усилий Кремля по вторжению в Украину», Госдеп США заявил что депутаты Госдумы используют свои полномочия для преследования инакомыслящих и политических оппонентов, нарушают свободу информации, ограничивают права человека и основные свободы граждан России.
Позднее, по аналогичным основаниям, включён в санкционные списки Великобритании, Швейцарии, Австралии, Японии, Украины и Новой Зеландии.

## Оценки
Писатель Захар Прилепин о Сергее Шаргунове: «Он словно вгоняет себя — в историю, в литературу, в политику, в жизнь. У него получается, и лишь потому он раздражает многих». Писатель и критик Павел Басинский отмечал у Шаргунова умение «обрисовать явление в целом, повертеть им перед глазами читателя, как кристаллом, сразу показав все грани».
Заведующий отделом новейших течений Государственного Русского музея Александр Боровский так оценивает творчество Сергея Шаргунова: «Само качество изобразительности, оптического ощупывания современной жизни, безоговорочно выделяет автора среди других литераторов». Писательница Ольга Погодина-Кузьмина делится наблюдением: «Высвечивая мифопоэтическую изнанку обыденного мира, Шаргунов отыскивает в житейских вещах ту силу светлого смирения, которого праведники ищут в вере».
Режиссёр Никита Михалков даёт оценку: «Сергей Шаргунов, на мой взгляд, и мыслитель серьёзный, и личность интересная».[значимость факта?]
Кандидат филологических наук Марина Кульгавчук о Сергее Шаргунове: «Каким же предстаёт автор — Сергей Шаргунов — в своих книгах? Бунтарём, раздающим пощёчины мрачному миру, пишущим о том, о чём иногда не хочется думать. Тонким лириком, умеющим показать разные оттенки человеческих чувств. Мастером едкой сатиры, способным посмеяться над тем, что высмеивать небезопасно… Сентиментальным реалистом, любящим хеппи-энды. Писателем-биографом, стремящимся восстановить справедливость».
Журналист Ксения Собчак о книге Сергея Шаргунова «Катаев. Погоня за вечной весной»: «Особо отмечу, конечно, как Шаргунов мастерски создаёт нам образ Катаева как главного наследника Бунина в советской литературе. И единственным катаевским конкурентом тут был только эмигрант Владимир Набоков. И местами эта конкуренция удерживает нерв книги».
Итальянский писатель Мануэль Вулкано в рецензии на роман Сергей Шаргунова «1993» отмечает: «Любовь, страсть, инстинкты, нравственные проступки и тернистый путь делают книгу захватывающей и увлекательной. Это произведение должно по праву стать частью большой литературы».
Игорь Волгин, поэт, достоевсковед, заслуженный профессор МГУ им. М.В.Ломоносова о книге Сергея Шаргунова «Катаев. Погоня за вечной весной»: «Писательская судьба, биография Валентина Катаева — поле для серьезных, порой весьма рискованных размышлений. Тут требуется смелый исследователь. Таковым стал Сергей Шаргунов, написавший талантливую книгу об авторе "Белеет парус одинокий"».
В то же время творчество и личность Шаргунова встречают и резко отрицательную оценку. По мнению литературоведа Марка Липовецкого, Шаргунов подражает Лимонову. Стиль Шаргунова, «сконструированный где-то в начале восьмидесятых специально для премии Ленинского комсомола», подобен, по мнению Липовецкого, стилям Николая Островского и Эдуарда Асадова. Как полагает поэт Дмитрий Кузьмин, «Прилепин и Шаргунов — косноязычные чоткие пацаны, которых столичная интеллигенция, пестуя свой комплекс неполноценности перед сермяжным, посконным и домотканым, сперва назначила в писатели земли Русской, а теперь, глядя на свершения оных големов на общественно-политической ниве, сокрушается и посыпает голову пеплом». В газете «Литературная Россия» высказывалось мнение, на которое также обращает внимание Lenta.ru, что Шаргунову «не нужны ни журналистика, ни литература», поскольку он «круглосуточно готов заниматься лишь собственным пиаром».

## Личная жизнь
Был женат на писательнице Анне Козловой. В 2006 году у супругов родился сын Иван (26 марта 2006 - 02 мая 2025). 2 мая 2025 года он погиб (сбила машина).
Второй брак зарегистрирован в июне 2017 года. Супруга — Анастасия Толстая, филолог, прапраправнучка Л. Н. Толстого, дочь советника Президента РФ по культуре В. И. Толстого. В 2019 году у супругов родилась дочь Екатерина, в 2023 дочь Анна.

## Премии

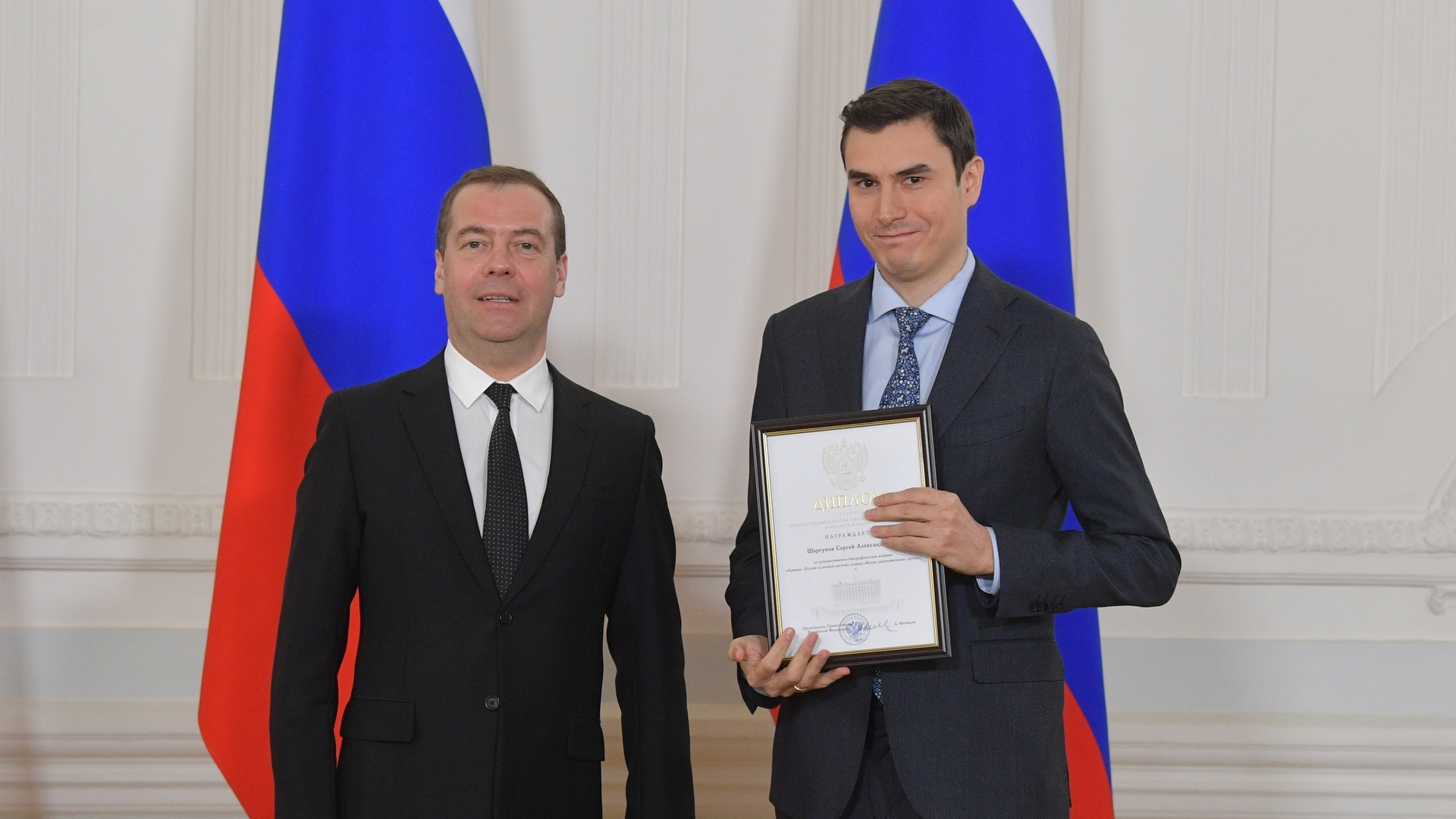
На церемонии вручения премии
Правительства РФ в области культуры за 2018 год, 21 марта 2019 года

- 2001 — Премия «Дебют» в номинации «Крупная проза».
- 2003 — Государственная премия Москвы в области литературы и искусства.
- 2005 — Премия «Эврика!».
- 2011 — Премия «Arcobaleno» (Италия).
- 2013 — Международный конкурс «Литературной России».
- 2014 — Премия газеты «Поэтоград» (Литературоведение, критика).
- 2014 — Всероссийская литературная премия Антона Дельвига.
- 2014 — Международная литературная премия «Москва — Пенне».
- 2014 — Премия «Слово к народу» за «Донбасский дневник» — репортажи и беседы.
- 2014 — Международная литературная премия «Белые журавли России» за роман «1993».
- 2015 — Горьковская литературная премия в номинации «Художественная проза» за семейно-исторический роман «1993».
- 2016 — Всероссийская историко-литературная премия «Александр Невский» за книгу «Катаев. Погоня за вечной весной».
- 2017 — «Большая книга», лауреат премии за книгу «Катаев. Погоня за вечной весной»[111].
- 2019 — Премия Правительства Российской Федерации 2018 года в области культуры — за художественно-биографическое издание «Катаев. Погоня за вечной весной» (серия «Жизнь замечательных людей»)[112].
- 2019 — Благодарность Правительства Российской Федерации — за большой вклад в развитие российского парламентаризма и активную законотворческую деятельность[113].
- 2019 — Всероссийская литературная премия имени Н. С. Лескова «Очарованный странник» в номинации «Художественная проза» за книгу «Свои».
- 2019 — Премия «Золотой Витязь» за книгу «Свои»[114].
- 2023 — Специальный диплом «За верность литературе» Всероссийского онлайн-фестиваля поэзии CMZ-FEST.

## Экранизации
- 2020 — «Фоторобот Евы» (режиссёр Евгения Шевченко). Экранизация рассказа Сергея Шаргунова «Фоторобот Евы»[115].
- 2023 — «1993» (режиссёр Александр Велединский). Экранизация одноимённого романа[116].

## Фильмография
- 2009 — Мгновения Юрия Бондарева
- 2014 — Срок
- 2017 — Революция online[117]

### Книги
- Саров. Два подвига. — М.: Молодая гвардия, 2021. — 296 с. — 2000 экз. — ISBN 978-5-235-04483-8.
- Свои. — М.: Редакция Елены Шубиной, 2018. — 352 с. — 5000 экз. — ISBN 978-5-17-106771-7.
- Катаев. Погоня за вечной весной. — М.: Молодая гвардия, 2016. — 704 с. — (Жизнь замечательных людей). — 5000 экз. — ISBN 978-5-235-03917-9.
- 1993. Семейный портрет на фоне горящего дома. — М.: АСТ, 2013. — 576 с. — (Проза Сергея Шаргунова). — 2500 экз. — ISBN 978-5-17-080913-4.[118]
- Книга без фотографий. — М.: Альпина нон-фикшн, 2011. — 224 с. — 6000 экз. — ISBN 978-5-91671-121-9.
  - Sergei Shargunov. A Book Without Photographs. — London: Glagoslav Publications Ltd., 2013. — 180 p. — ISBN 978-1782670513.
  - Serguei Chargounov. Livre sans photographies. — Paris: Editions de la Différence, 2015. — 151 p. — ISBN 978-2-7291-2184-6.
- Птичий грипп. — М.: АСТ, Астрель, 2008. — 224 с. — 5000 экз. — ISBN 978-5-17-054532-2, 978-5-271-21544-5.
- Битва за воздух свободы. — М.: Алгоритм, 2008. — 256 с. — (Против всех). — 4000 экз. — ISBN 978-5-9265-0574-7.
- Как меня зовут?. — М.: Вагриус, 2006. — 288 с. — 3000 экз. — ISBN 5-9697-0173-4, ISBN 5-697-0173-4 (ошибоч.).
- Малыш наказан. — СПб.: Амфора, 2003. — 174 с. — (Поколение Y). — 3000 экз. — ISBN 5-94278-373-7.
- Sergej Šargunov; Valerio Piccolo. La punizione. — R.: Minimum fax, 2006. — 124 p. — (Sotterranei). — ISBN 88-7521-077-2.
- Ура!. — М.: Эксмо, 2003. — 270 с. — 3100 экз. — ISBN 5-699-03634-2.
  - Ура!. — М.: Альпина нон-фикшн, 2012. — 201 с. — ISBN 978-5-91671-168-4.

### Сборники
- Шаргунов C., Остапенко А. Два острова. — М.: ОГИ, 2002. — ISBN 5-94282-095-3.
- Поколение Лимонки. — М.: Ультра-Культура, 2005. — ISBN 5-9681-0031-1.
- Десятка: Антология современной русской прозы. — М.: Ad Marginem, 2011. — ISBN 978-5-91103-073-5.
- Литературная матрица: Учебник, написанный писателями. — М.: Лимбус Пресс, 2010. — ISBN 978-5-8370-0555-8.
- Всё о Еве / Сноб. — М.: Corpus, 2012. — (Современная зарубежная проза). — ISBN 978-5-271-42091-7.
- Русские дети. — СПб.: Азбука, 2013. — ISBN 978-5-389-05721-0.
- Русские женщины. — СПб.: Азбука, 2013. — ISBN 978-5-389-06431-7.
- Литературная матрица: Советская Атлантида. — СПб.: Лимбус Пресс, 2014. — ISBN 978-5-8370-0612-8.
- Детский мир. — М.: АСТ, 2014. — (Русский рассказ). — ISBN 978-5-17-088369-1.
- Это футбол!: Писатели на стадионе / Составитель: Вадим Левенталь. — СПб.: Лимбус Пресс, 2017. — ISBN 978-5-904744-28-1.
- Счастье-то какое! — М.: Редакция Елены Шубиной, 2018. — ISBN 978-5-17-107201-8.
- Сибирь: Счастье за горами. — М.: АСТ, 2021. — (Русский рассказ). — ISBN 978-5-17-134774-1.
- Время вышло: Современная русская антиутопия. — М.: Альпина нон-фикшн, 2021. — ISBN 978-5-00139-559-1.

## Критика
| - Это не «Юность»! - «Хранитель родового эха»: Рецензия Андрея Рудалёва на книгу «Свои» - «Остановить мгновенье»: Рецензия Марфы Петровичевой на книгу «Свои» - Рецензия Аглаи Курносенко на книгу «Свои» - «Все — свои» Олег Демидов о книге «Свои» - Захар Прилепин о книге «Катаев. Погоня за вечной весной» - Рецензия Виктории Шохиной на книгу «Катаев. Погоня за вечной весной» - Леонид Подольский о романе «1993» - Андрей Десницкий о романе «1993» - Рецензия Станислава Секретова на роман «1993» - Рецензия Дмитрия Лисина на роман «1993» - Рецензия Виктории Шохиной на роман «1993» - Рецензия Павла Басинского на роман «1993» | - Рецензия Валерия Бондаренко на роман «1993» - Рецензия Захара Прилепина на роман «1993» - Рецензия Олега Демидова на роман «1993» - Алексей Евдокимов о романе «1993» - Рецензия Андрея Рудалёва на роман «1993» - Рецензия Дарьи Ефремовой на роман «1993» - Станислав Секретов. Несбывшиеся. После молодости // Вопросы литературы. — 2020. — Вып. 3. |